# Lejops transfugus
Lejops transfugus är en tvåvingeart som först beskrevs av Carl von Linné 1758.  Lejops transfugus ingår i släktet sävblomflugor, och familjen blomflugor.
Artens utbredningsområde är Sverige. Inga underarter finns listade i Catalogue of Life.